# José López Penedo
José López Penedo, també conegut com a Liberto López, (Paredes de Cidade, O Irixo, 13 de juliol de 1915 - Barcelona, 4 de febrer de 1950) fou un guerriller anarquista gallec.

## Trajectòria
Exercí la professió de paleta i s'afilià a la Confederació Nacional del Treball (CNT). Durant la Guerra Civil Espanyola lluità a la Columna Durruti. Al final de la guerra, participà en accions antifranquistes amb grups llibertaris. Es desplaçà a França i durant l'ocupació alemanya participà a la Resistència a la zona de Prats de Molló.
Després de l'alliberament de França, s'incorporà al grup guerriller llibertari de Francesc Sabaté i Llopart («El Quico»), on fou l'encarregat d'escriure fullets i diaris clandestins. El 2 de març de 1949, amb els germans Sabaté i altres, participà a Barcelona en l'ametrallament de l'automòbil d'Eduardo Quintela Bóveda, cap de la Brigada Político-Social de la policia, en una acció on resultaren morts el secretari del Front de Joventuts del districte universitari Manuel Piñol Ballester i el seu conductor. Fou arrestat el 9 de març en una casa del barri de la Torrassa, a l'Hospitalet de Llobregat, on passà la nit amb Josep Sabaté i Llopart mentre esperava traslladar-se a França. Els dos foren sorpresos i, tot i que es defensaren i pogueren saltar per una finestra, López resultà ferit d'un tret al pulmó i el capturaren inconscient, mentre que Sabaté pogué fugir.
Portat al dispensari de la Creu Roja del barri de Collblanc, el traslladaren posteriorment a l'Hospital Militar, on fou intervingut abans de ser ingressat i interrogat a la seu de la Policia. El 16 de novembre de 1949 fou jutjat per un consell de guerra i condemnat a mort per l'atac a Quintela. Fou afusellat el 4 de febrer de 1950 al camp de la Bota de Barcelona, juntament amb el company cenetista Carles Vidal i Passanau. Posteriorment fou enterrat al, i va ser enterrat al Fossar de la Pedrera del cementiri de Montjuïc.